# Achille Peretti

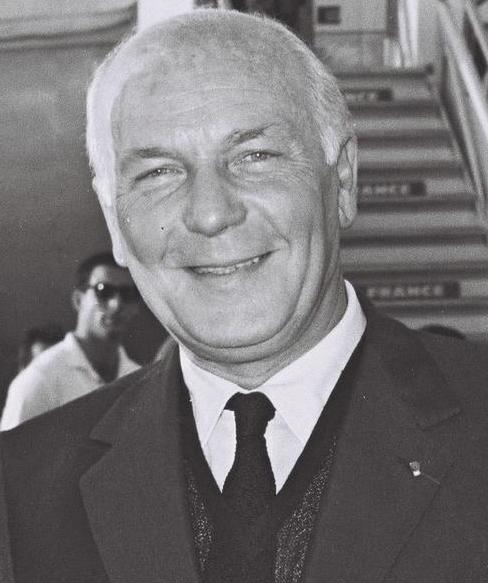
Achille Peretti

Achille Peretti (* 13. Juni 1911 in Ajaccio, Corse-du-Sud; † 14. April 1983 in Neuilly-sur-Seine, Hauts-de-Seine) war ein französischer gaullistischer Politiker, der Präsident der Nationalversammlung und 36 Jahre lang Bürgermeister von Neuilly-sur-Seine sowie Verfassungsrichter war.

## Leben
Peretti studierte nach dem Schulbesuch Rechtswissenschaft und war nach Beendigung des Studiums als Rechtsanwalt in Ajaccio, der Hauptstadt der Region Korsika tätig. Während des Zweiten Weltkriegs trat er in die Résistance ein, nahm an der Seite von General Charles de Gaulle und der Forces françaises libres an der Befreiung Frankreichs teil und war später als Präfekt tätig.
1947 wurde er erstmals Bürgermeister von Neuilly-sur-Seine und bekleidete dieses Amt nach mehreren Wiederwahlen 36 Jahre lang bis zu seinem Tod 1983. Sein Nachfolger als Bürgermeister von Neuilly-sur-Seine wurde von 1983 bis 2002 Nicolas Sarkozy, der Perettis politisches Protegé wurde. Die französischen Adlige Christine de Ganay, Sarkozys Stiefmutter, und Peretti waren verheiratet.
Peretti wurde 1958 zum Mitglied der Nationalversammlung gewählt und vertrat in dieser bis 1977 das Département Hauts-de-Seine. Nachdem er zwischen 1964 und 1969 Vizepräsident der Nationalversammlung war, folgte er am 25. Juni 1969 Jacques Chaban-Delmas als Präsident. Dieses Amt übte er anschließend bis zum 1. April 1973 aus.
1977 wurde er zum Mitglied des Conseil constitutionnel berufen und gehörte dem Verfassungsgericht Frankreichs ebenfalls bis zu seinem Tode an.